# Mežica
Mežica (Mießdorf en allemand) est une commune du nord de la Slovénie située dans la région de la Carinthie à la frontière autrichienne.

## Géographie
Située au nord de la Slovénie, la commune s'étend dans le massif montagneux des Karawanken.

### Villages
Les villages qui composent la commune sont Breg, Lom, Mežica, Onkraj Meže, Plat et Podkraj pri Mežici.

## Histoire
Dans le passé, la région abritait une mine de plomb et de zinc sous le mont Peca. L'exploitation débuta en 1665 et se termina en 1994. La mine est restée ouverte aux touristes par la suite. La région faisait partie de l'empire d'Autriche-Hongrie jusque 1919.

## Démographie
Entre 1999 et 2021, la population de la commune de Mežica a légèrement diminué et est passée sous la barre des 4 000 habitants,.
Évolution démographique
| 1999  | 2000  | 2001  | 2002  | 2003  | 2004  | 2005  | 2006  | 2007  |
| ----- | ----- | ----- | ----- | ----- | ----- | ----- | ----- | ----- |
| 4 026 | 4 026 | 3 990 | 3 973 | 3 950 | 3 919 | 3 917 | 3 887 | 3 885 |
| 2008  | 2009  | 2010  | 2011  | 2012  | 2013  | 2014  | 2015  | 2016  |
| 3 863 | 3 704 | 3 683 | 3 665 | 3 643 | 3 632 | 3 619 | 3 623 | 3 599 |
| 2017  | 2018  | 2019  | 2020  | 2021  |       |       |       |       |
| 3 573 | 3 541 | 3 565 | 3 595 | 3 598 |       |       |       |       |